# 楊金蘭
楊金蘭（？年—？年），字巨川。一字佩堂。浙江省錢塘縣人，乾隆二十四年（1759年）己卯科舉人，乾隆三十六年（1771年）任四川鄰水縣知縣。乾隆三十七年（1772年）解任。曾任金堂縣知縣。